# Копервил (Аљаска)
Копервил (енгл. Copperville) град је у америчкој савезној држави Аљаска.

## Демографија
По попису из 2000. године број становника је 179.
| Група             | 2000.       | 2010.    |
| Белци             | 138 (77,1%) | 0 (0,0%) |
| Афроамериканци    | 0 (0,0%)    | 0 (0,0%) |
| Азијати           | 3 (1,7%)    | 0 (0,0%) |
| Хиспаноамериканци | 0 (0,0%)    | 0 (0,0%) |
| Укупно            | 179         | 0        |